# Breuil-le-Vert
Breuil-le-Vert è un comune francese di 2 976 abitanti situato nel dipartimento dell'Oise della regione dell'Alta Francia.

## Società

### Evoluzione demografica
Abitanti censiti